# Procès du Talmud

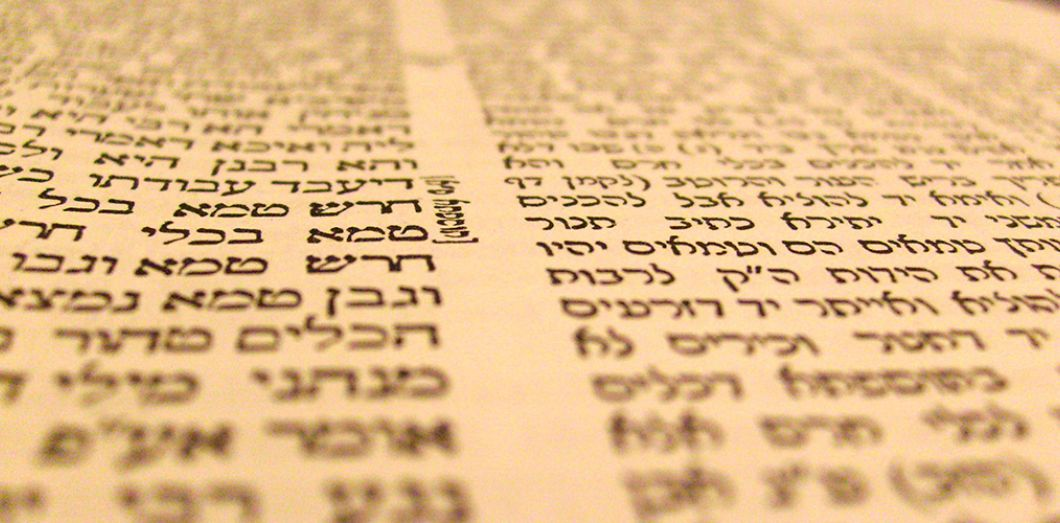
Une page du Talmud

Le procès du Talmud, appelé aussi brûlement du Talmud ou disputation de Paris (hébreu : ויכוח פריז Vikouah Pariz), est un événement majeur de l'histoire des Juifs et de leur relation à la chrétienté.
Tenu à l'instigation de Nicolas Donin, un Juif converti au christianisme, il oppose ce dernier et des ecclésiastiques à quatre rabbins, dirigés par Yehiel de Paris en présence du roi Louis IX de France. Commencé en 1240, il se conclut par la crémation de nombreux exemplaires du Talmud sur la place de Grève en 1242. Il crée de la sorte un précédent sur lequel s'appuieront d'autres disputations judéo-chrétiennes, principalement en Espagne.

## Contexte
Bien que la condamnation de la Torah orale remonte à Justinien et se soit fréquemment retrouvée dans les sermons des théologiens chrétiens, il n'existe aucune campagne de destruction des livres juifs avant le XIIIe siècle.
Cette période voit l'autorité de l'Église catholique menacée sur le front extérieur par les Sarrasins et, sur le front intérieur, par l'émergence de mouvements dissidents comme les Cathares et le rationalisme (le premier livre juif à être livré au feu est le Guide des égarés de Maïmonide, brûlé en 1233 à la suite de la controverse autour de ses écrits qui avait secoué les communautés provençales et espagnoles).
Le pape Innocent III instaure des mesures énergiques, tant sur le plan théologique lorsqu'il décrète en 1199 que le peuple ne peut se baser que sur le clergé pour interpréter la Bible, que sur le plan politique, lorsqu'il fait inclure dans le concile du Latran de 1215 nombre de mesures destinées à exclure les Juifs et les Sarrasins de la société chrétienne.
Ces mesures trouvent un écho important chez le roi Louis IX, dit saint Louis, qui souhaite réaliser l'idéal du roi chrétien, bras séculier de l'Église,. Outre les diverses restrictions et l'apparition de la formule assimilant les Juifs à des biens meubles du roi, le roi encourage personnellement les conversions au christianisme en versant notamment une pension aux convertis et à leur famille afin de compenser la confiscation de leurs biens.
Les défections au judaïsme suscitant à la fois le mépris des Juifs et la méfiance des chrétiens devant ces néophytes, le zèle de certains à se faire accepter s'accompagne d'une distanciation extrême de leur ancien milieu. Ainsi, c'est un Juif baptisé qui convainc Louis IX de rétablir l'usage de la rouelle. D'autre part, ils ne manquent pas de rapporter aux autorités ecclésiastiques chrétiennes diverses accusations envers les Juifs et leur littérature, au point que dans la littérature contre-missionnaire des Juifs, les « infidèles » ne désignent pas les chrétiens mais bien les Juifs convertis.

## Les plaintes
Nicolas Donin de La Rochelle est l'un de ces convertis. Renvoyé de l'académie talmudique de Yehiel de Paris et excommunié par celui-ci, il a vécu reclus plusieurs années avant de se convertir au christianisme et d'entrer dans les ordres franciscains. Il rédige en 1236 une lettre au pape Grégoire IX condamnant le Talmud.
Une bulle papale est émise trois ans plus tard. Grégoire y ordonne, au terme de la tenue d'une enquête, que soient saisis et brûlés « les livres dans lesquels on trouverait des erreurs de la sorte ». Louis IX n’est pas le seul à accéder à cette requête positivement : des actions à moindre échelle ont lieu en Angleterre et en Italie ; le roi exige toutefois que les Juifs soient autorisés à se défendre. Le 3 mars 1240, le pouvoir royal fait saisir tous les exemplaires de l'ouvrage pendant que les Juifs sont à la synagogue.
La controverse est organisée à Paris le 12 juin 1240, en présence de Blanche de Castille. Y participent du côté chrétien l’archevêque de Sens Gauthier Le Cornu,, l'évêque de Paris Guillaume d'Auvergne et l'inquisiteur Henri de Cologne, Eudes de Chateauroux, Chancelier de l'Université de Paris et Nicolas Donin ; du côté juif, les rabbins Yehiel de Paris, Moïse de Coucy, Juda ben David de Melun et Samuel ben Salomon de Château-Thierry.

## La défense
Rabbi Yehiel, qui a laissé un compte-rendu du procès (certains suggèrent que ce procès-verbal a été rédigé par Joseph ben Nathan Official), répond aux accusations en mettant l'accent sur l'antiquité du Talmud ainsi que sur sa qualité de commentaire et non substitut à la Bible.
Par ailleurs, les Gentils auxquels fait allusion le Talmud sont des païens et non des chrétiens ainsi qu'on peut le voir des bons rapports que les Juifs entretiennent avec leurs voisins, commerçant et étudiant même la Bible avec eux. Les chrétiens peuvent avoir une part au monde à venir en tant que Noahides. Quant au Yeshou prisonnier de la Géhenne dont il est question dans le Talmud, il ne s'agirait pas de Jésus de Nazareth.
Juda de Melun est interrogé séparément afin de vérifier que les arguments de Yehiel peuvent se trouver dans le corpus juif et ne sont pas le fruit de ses opinions personnelles. Les juges se retirent, sans qu'une sentence n'ait été prononcée.

## La sentence
Le tribunal, réuni après la disputation, rend sa sentence deux ans plus tard : il estime que le Talmud est un livre infâme et qu'il doit être brûlé selon les recommandations de Grégoire IX (bien que celui-ci fût mort entretemps, et ait été remplacé par Innocent IV). Le 17 juin 1242, vingt-quatre charretées du Talmud sont solennellement brûlées en place de Grève à Paris en présence du Prévôt et du clergé,.
Les évènements, dûment consignés dans les sources chrétiennes, sont également le sujet de la kina Sha'ali Seroufa du 9 Av de Meïr de Rothenburg, qui les comparent à la destruction du Temple.

## Les conséquences
À la suite de ce procès, Yehiel de Paris et d'autres rabbins émigrèrent en Palestine. En 1244, le pape Innocent IV émit la lettre Impia Judaeorum perfidia où il condamne le Talmud et exhorte le roi saint Louis à brûler les copies de ce livre et d'autres livres qui doivent être examinés dans son royaume. De nombreuses autres controverses ont lieu durant le règne de Louis IX, chaque fois avec des risques pour les Juifs et la censure de parties du Talmud ou la destruction de copies du Talmud se sont poursuivies jusqu'en 1775 par l'Église catholique.